# Live On
Live On (Hangul: 라이브온; RR: Laibeuon) es una serie de televisión surcoreana transmitida desde el 17 de noviembre de 2020 hasta el 12 de enero del 2021, a través de JTBC.

## Sinopsis
Baek Ho-rang es una joven que está en la cima de la cadena alimenticia en su escuela secundaria, donde estar a la moda y ser popular trae consigo un estatus social alto. Alcanzó inmediatamente la fama en las redes sociales debido a su hermoso aspecto, lo que la convirtió en una de las jóvenes más populares de la escuela "Seo Hyun High School", sin embargo a pesar de estar en la cima, Ho-rang solamente tiene un verdadero amigo, ya que cree que es el centro del universo y monosprecia a los demás, lo que ocasiona que nadie quiera estar a su alrededor.
Por otro lado, Go Eun-taek es un joven perfeccionista y jefe encargado del club de radiodifusión de la escuela, es un joven sensible, orientado a los detalles, que a veces puede ser irritable ya que planea todo perfectamente. Aunque es una persona estricta e inflexible cuando se trata de su liderazgo, nunca huye de ninguna tarea que le es encomendada, por lo que sus compañeros lo aman.
Junto a ellos están: Do Woo-jae, el amigo cercano de Eun-taek, un joven que ayuda a mantener las cosas ordenadas en la escuela y que como su amigo pone la lógica y la racionalidad por encima de todo. Ji So-hyun, la subdirectora del club de radiodifusión y una trabajadora estudiante con calificaciones impresionantes. Kang Jae-yi, la amorosa novia de Woo-jae y Kim Yoo-shin, un genio.
Cuando una misteriosa persona está tratando de sacar a la luz cosas de su pasado que quiere mantener ocultas, Ho-rang decide unirse al club de transmisión para obtener la ayuda de Eun-taek.

## Reparto

### Personajes principales
| Actor          | Personaje    | Nº de episodios | Notas |
| -------------- | ------------ | --------------- | --- |
| Jung Da-bin    | Baek Ho-rang | 8               | Es una estudiante de la clase 2-1 de la escuela secundaria Seoyeon High School, así como una presentadora. Aunque Ho-rang es una celebridad de las redes sociales reconocida por ser una joven bonita y elegante, tiene una personalidad distante, fría y condescendiente, lo que ocasiona que se gane a varios enemigos. Se une al club de radiodifusión de la escuela, SHBS con un motivo oculto: descubrir a la persona que está tratando de divulgar un secreto que ha ocultado por mucho tiempo, el cual está vinculado a un episodio traumático de su pasado. Poco después se hace amiga de Kim Yoo-shin y Kang Jae-yi, quienes la defienden cuando escuchan a otros estudiantes hablando mal de ella. Cuando conoce a Go Eun-taek, poco a poco comienza a enamorarse de él. |
| Hwang Min-hyun | Go Eun-taek  | 8               | Es un estudiante de la clase 2-3 de la escuela secundaria Seoyeon High School y el líder del club de radiodifusión de SHBS. Aunque es respetado por los miembros del club, ellos también lo conocen por ser una persona estricta, perfeccionista y demasiado consciente del tiempo, que no desperdicia ni un solo segundo. Cuando conoce a Baek Ho-rang poco a poco comienza a enamorarse de ella. |
| Noh Jong-hyun  | Do Woo-jae   | 8               | Es un estudiante de la clase 2-3 de la escuela secundaria Seoyeon High School y el brillante miembro del consejo estudiantil. Es el novio de Kang Jae-yi y el mejor amigo de Go Eun-taek. Es una persona tranquila que actúa racionalmente ante cualquier situación y aunque en ocasiones parece tener una expresión aburrida, está se ilumina solamente cuando ve a Jae-yi. |
| Yeonwoo        | Kang Jae-yi  | 8               | Es una estudiante de la clase 2-1 de la escuela secundaria Seoyeon High School, así como la novia de Do Woo-jae. Jae-yi es una joven atractiva con una personalidad franca y sencilla. Le preocupa que Woo-jae dude en abrirse con ella y contarle cuando se siente mal. Es amiga de Baek Ho-rang, a quien defiende junto a Kim Yoo-shin cuando escuchan que algunos estudiantes están hablando mal de ella. |
| Yang Hye-ji    | Ji So-hyun   | 8               | Es una estudiante de la clase 2-3 de la escuela secundaria Seoyeon High School, así como la sub-líder del club de radiodifusión de SHBS. Es una estudiante modelo con buenas calificaciones. Dos años atrás, era la mejor amiga de Baek Ho-rang, sin embargo su amistad se vio fracturada debido a una serie de malentendidos y un trágico incidente que le sucedió a Ho-rang. |
| Byungchan      | Kim Yoo-shin | 8               | Es un estudiante de la clase 2-1 de la escuela secundaria Seoyeon High School. Es el amigo de Baek Ho-rang. A diferencia de ella, Yoo-shin es un joven alegre y relajado que ama la diversión. Está enamorado de Ji So-hyun. |

### Personajes secundarios
| Actor          | Personaje      | N.º de episodios | Notas |
| -------------- | -------------- | ---------------- | --- |
| Hyun Woo-seok  | Kwon Sung-joon | -                | Es un estudiante junior y miembro del club de radiodifusión de SHBS. Sung-joon se unió al club porque cree que Go Eun-taek, el líder es cool.                                                                             |
| Woo Da-vi      | Kim Eun-ha     | -                | Es una estudiante junior y miembro del club de radiodifusión de SHBS. Aspira a convertirse en una gran estudiante de último año como Ji So-hyun.                                                                          |
| Wooyeon        | Do Woo-sol     | -                | Es una estudiante y la hermana menor de Do Woo-jae. Actúa como la consejera amorosa de su hermano y de Kang Jae-yi. |
| Jo Joon-young  | Park Young-jae | -                | Es un estudiante junior estudiante y miembro del club de radiodifusión de SHBS. Considera que el club es el mejor entre los clubes de la escuela y disfruta haciendo transmisiones de radio.                              |
| Kim Eun-soo    | Shin Jin-kook  | -                | Es un estudiante de último año y miembro del club de radiodifusión de SHBS. |
| Yang Jung-yeon | Kim Hee-won    | -                | Es una estudiante junior y miembro del club de radiodifusión de SHBS. Hee-won está desconcertada al ver que realizar las actividades del club son más difíciles de lo que pensaba.                                        |
| Lee Se-hee     | Jung Hee-soo   | -                | Es una estudiante de último año y miembro del club de radiodifusión de SHBS. Es una joven rencorosa y envidiosa, así como la responsable de intentar revelar al público, el trágico pasado de Baek Ho-rang, a quien odia. |
| Kang Hae-rim   | Park Hye-rim   | -                | Es una estudiante que intenta controlar a Baek Ho-rang. |
| Shin Yoon-seop | Kim Jung-bin   | -                | Es un estudiante y el presidente del cuerpo estudiantil. |
| Gwon Hui-jun   | Gwon Hui-jun   | -                | Es un estudiante y amigo de Kang Jae-yi. |
| Lee Won-jung   | Lee Jun-ho     | -                | Es un estudiante y amigo de Kang Jae-yi. |
| Jang Seo-won   | -              | -                | Es la maestro de historia. |

### Otros personajes
| Actor        | Personaje   | Episodios donde apareció | Notas                                                                                          |
| ------------ | ----------- | ------------------------ | ---------------------------------------------------------------------------------------------- |
| Choi Su-jin  | Soo-jin     | -                        | Es una compañera de clases de Baek Ho-rang.                                                    |
| Ji Ui-jung   | -           | -                        | Es una compañera de clases de Baek Ho-rang, que está celosa.                                   |
| Cha Yeob     | -           | 2                        | Es el maestro suplente de educación física.                                                    |
| Baek Jae-jin | -           | 2                        | Es el maestro del idioma chino.                                                                |
| Lee Da-hae   | -           | 2, 7                     | Es la maestra de inglés.                                                                       |
| Jung Soo-bin | Lee Sun-joo |                          | Es una estudiante del pasado de Ho-rang, responsable de un incidente que esta intenta ocultar. |
| Lena         | -           | 4                        | Es la actriz en la película.                                                                   |

### Apariciones especiales
| Actor          | Personaje   | Episodio donde apareció | Notas |
| -------------- | ----------- | ----------------------- | --- |
| Yeonjun        | Kim Jin-woo | 8                       | Es un joven bibliotecario y el exnovio de Ji So-hyun. |
| Kenta Takada   | -           | 4-5                     | Es el actor en la película "Just You and Me" durante el festival escolar. |
| Song Seon-mi   | -           | 4, 7-8                  | Es la madre de Go Eun-taek. |
| Yoon Yoo-sun   | -           | 3, 5, 7, 8              | Es la madre de Baek Ho-rang. |
| Kim Jeong-hak  | -           | 3, 5                    | Es el padre de Baek Ho-rang. |
| Jeon No-min    | -           | 3                       | Es el padre de Go Eun-taek. |
| Jung Soo-young | -           | 2                       | Es la madre de Kang Jae-yi. |
| Lee Han-wi     | -           | 1-2                     | Es el director de la escuela. |
| Ahn Se-ha      | -           | 1                       | Es el maestro de literatura. |
| Kim Hye-yoon   | Seo Hyun-ah | 1                       | Es una estudiante, que se une al club de transmisión en la escuela secundaria Seo Hyun para estar cerca de Go Eun-taek, de quien está enamorada, sin embargo cuando se le declara, él la rechaza y le pide que deje el club, luego de enterarse de que Hyun-ah había mentido sobre su sueño de ser presentadora solamente para unirse al grupo y estar cerca de él. |
| Go Na-eun      | -           | 1                       | Es la maestra de música. |

## Episodios
El drama está conformada por 8 episodios, los cuales fueron emitidos todos los martes a las 9:30 (KST).

### Ratings
Los números en color rojo indican las calificaciones más bajas, mientras que los números en azul indican las calificaciones más altas.
| Episodio | Fecha de emisión        | Participación promedio de audiencia |
| -------- | ----------------------- | ----------------------------------- |
| 1        | 17 de noviembre de 2020 | 1.302%                              |
| 2        | 24 de noviembre de 2020 | 0.428%                              |
| 3        | 1 de diciembre de 2020  | 0.604%                              |
| 4        | 8 de diciembre de 2020  | 0.428%                              |
| 5        | 15 de diciembre de 2020 | 0.727%                              |
| 6        | 22 de diciembre de 2020 | 0.597%                              |
| 7        | 29 de diciembre de 2020 | 0.622%                              |
| 8        | 12 de enero de 2021     | 0.785%                              |
| Promedio | Promedio                | 0.687%                              |

## Música
El OST de la serie está conformado por las siguientes canciones:

### Parte 1
| Año | Intérpretes | Canción                         | Letra        | Música       | Notas |
| --- | ----------- | ------------------------------- | ------------ | ------------ | ----- |
| 1   | TXT         | "Your Light"                    | Kim Ho-kyung | 1601 y Revin | 3:38  |
| 2   | TXT         | "Your Light" (versión japonesa) | Kim Ho-kyung | 1601 y Revin | 3:39  |
| 3   |             | "Your Light" (Inst.)            |              | 1601 y Revin | 3:38  |

### Parte 2
| Año | Intérprete           | Canción                | Letra | Música          | Notas |
| --- | -------------------- | ---------------------- | ----- | --------------- | ----- |
| 1   | Bibi (Kim Hyung-seo) | "Naan" (난, lit. "Me") | Bibi  | Bibi y The Need | 2:47  |
| 2   |                      | "Naan" (Inst.)         | -     | Bibi y The Need | 2:47  |

### Parte 3
| Año | Intérpretes                    | Canción                                                   | Letra       | Música      | Notas |
| --- | ------------------------------ | --------------------------------------------------------- | ----------- | ----------- | ----- |
| 1   | Hoody (Kim Hyun-jung) y Bronze | "When My Loneliness Calls You" (나의 외로움이 널 부를 때) | Cho Dong-ik | Cho Dong-ik | 4:18  |
| 2   |                                | "When My Loneliness Calls You" (Inst.)                    | -           | Cho Dong-ik | 4:18  |

### Parte 4
| Año | Intérprete  | Canción                                                   | Letra       | Música      | Notas |
| --- | ----------- | --------------------------------------------------------- | ----------- | ----------- | ----- |
| 1   | Jung Da-bin | "When My Loneliness Calls You" (나의 외로움이 널 부를 때) | Cho Dong-ik | Cho Dong-ik | 4:17  |
| 2   |             | "When My Loneliness Calls You" (Inst.)                    | -           | Cho Dong-ik | 4:17  |

## Producción
Es una producción en conjunto de KeyEast y Playlist Studio.
La serie fue dirigida por Kim Sang-woo (김상우), quien contó con el apoyo del guionista Bang Yoo-jung (방유정). 
Mientras que la producción estuvo a cargo de Park Tae-won y Park Sung-hye, quienes tuvieron la ayuda de los productores ejecutivos Ham Young-hoon y Park Woo-ram.	
La primera lectura del guion fue realizada el 5 de agosto del 2020.
La serie también cuenta con el apoyo de las compañías de producción "Playlist Studio", KeyEast" y "JTBC Studio".
El 17 de noviembre del 2020 se realizó la conferencia de prensa online donde asistieron los actores Hwang Min-hyun, Jung Da-bin, Noh Jong-hyun, Yeonwoo, Yang Hye-ji y Choi Byung-chan.

### Distribución internacional
La serie está disponible con subtítulos en varios idiomas en iQIYI en el Sudeste Asiático y Taiwán. También estará disponible en Viki con subtítulos en varios idiomas.